# Sugiyama Kota
Kota Sugiyama (sinh ngày 24 tháng 1 năm 1985) là một cầu thủ bóng đá người Nhật Bản.

## Sự nghiệp câu lạc bộ
Kota Sugiyama đã từng chơi cho Shimizu S-Pulse và Kashiwa Reysol.